# Deressa Chimsa
Deressa Chimsa (ur. 21 listopada 1976) – etiopski lekkoatleta specjalizujący się w biegach długodystansowych.
W 2009 nie ukończył biegu maratońskiego podczas mistrzostw świata w Berlinie. Zdobywca dwóch medali (srebro indywidualnie i brąz drużynowo) na mistrzostwach świata w półmaratonie w 2012. 
Rekordy życiowe: półmaraton – 1:00:51 (6 października 2012, Kawarna); maraton – 2:05:42 (27 stycznia 2012, Dubaj).  

## Osiągnięcia
| Rok  | Impreza                           | Miejsce | Konkurencja            | Lokata     | Wynik   |
| ---- | --------------------------------- | ------- | ---------------------- | ---------- | ------- |
| 2009 | Mistrzostwa świata                | Berlin  | maraton                | –          | DNF     |
| 2012 | Mistrzostwa świata w półmaratonie | Kawarna | półmaraton             | 2. miejsce | 1:00:51 |
| 2012 | Mistrzostwa świata w półmaratonie | Kawarna | półmaraton (drużynowo) | 3. miejsce | 3:05:43 |